# Gotham Independent Film Awards 2016
La 26ª edizione dei Gotham Independent Film Awards ha avuto luogo il 28 novembre 2016 al Cipriani Wall Street di New York. Le candidature sono state annunciate il 20 ottobre 2016.

## Vincitori e candidati
I vincitori sono indicati in grassetto, a seguire gli altri candidati.

### Miglior film
- Moonlight, regia di Barry Jenkins
- Certain Women, regia di Kelly Reichardt
- Tutti vogliono qualcosa (Everybody Wants Some!!), regia di Richard Linklater
- Manchester by the Sea, regia di Kenneth Lonergan
- Paterson, regia di Jim Jarmusch

### Miglior documentario
- O.J.: Made in America, regia di Ezra Edelman
- Cameraperson, regia di Kirsten Johnson
- I Am Not Your Negro, regia di Raoul Peck
- Tower, regia di Keith Maitland
- Weiner, regia di Josh Kriegman e Elyse Steinberg

### Miglior attore
- Casey Affleck - Manchester by the Sea
- Jeff Bridges - Hell or High Water
- Adam Driver - Paterson
- Joel Edgerton - Loving - L'amore deve nascere libero (Loving)
- Craig Robinson - Morris from America

### Miglior attrice
- Isabelle Huppert - Elle
- Kate Beckinsale - Amore e inganni (Love & Friendship)
- Annette Bening - Le donne della mia vita (20th Century Women)
- Ruth Negga - Loving - L'amore deve nascere libero (Loving)
- Natalie Portman - Jackie

### Miglior regista emergente
- Trey Edward Shults - Krisha
- Robert Eggers - The Witch
- Anna Rose Holmer - The Fits
- Daniel Kwan e Daniel Scheinert - Swiss Army Man
- Richard Tanne - Ti amo Presidente (Southside with You)

### Miglior interprete emergente
- Anya Taylor-Joy - The Witch
- Lily Gladstone - Certain Women
- Lucas Hedges - Manchester by the Sea
- Royalty Hightower - The Fits
- Sasha Lane - American Honey

### Miglior sceneggiatura
- Barry Jenkins e Tarell Alvin McCraney - Moonlight
- Taylor Sheridan - Hell or High Water
- Whit Stillman - Amore e inganni (Love & Friendship)
- Kenneth Lonergan - Manchester by the Sea
- Jim Jarmusch - Paterson

### Miglior serie rivelazione - forma lunga
- Crazy Ex-Girlfriend
- The Girlfriend Experience
- Horace and Pete
- Jessica Jones
- Master of None

### Miglior serie rivelazione - forma corta
- Her Story
- The Gay and Wondrous Life of Caleb Gallo
- The Movement
- Sitting in Bathrooms with Trans People
- Surviving

### Premio del pubblico
- Moonlight

### Premio speciale della giuria per il miglior cast
- Moonlight - Mahershala Ali, Naomie Harris, Alex Hibbert, André Holland, Jharrel Jerome, Janelle Monáe, Jaden Piner, Trevante Rhodes e Ashton Sanders

### Spotlight on Women Filmmakers "Live the Dream" Grant
- Roxy Toporowych – Julia Blue
- Shaz Bennett – Alaska is a Drag
- Katie Orr – Poor Jane

### Made in NY Award
- Aziz Ansari
- Judith Light

### Premio alla carriera
- Amy Adams
- Ethan Hawke
- Arnon Milchan
- Oliver Stone